# Грађанска платформа (Србија)
Грађанска платформа (скраћено ГП) мања је конзервативно либерална политичка организација у Србији. Основали су је 2017. бивши чланови организације Доста је било (ДЈБ). Грађанска платформа је имала два посланика у Народној скупштини Републике Србије и бојкотовала је парламентарне изборе у Србији 2020. године. Тренутно је део коалиције Уједињена Србија.

## Формирање и историја
Грађанску платформу су у априлу 2017. године основали посланици Александра Чабраја, Соња Павловић и Јован Јовановић, који су сви изабрани на парламентарним изборима 2016. на изборној листи ДЈБ. Најављујући формирање, Јовановић је указао да су Грађанску платформу подржали и грађани и тринаест одборника у центру Београда.
Грађанска платформа подржала је кандидатуру Саше Јанковића за председника Републике Србије на председничким изборима у Србији 2017. У мају 2017. године, три члана ове групе удружила су се са двојицом посланика Нове странке како би покренули нови посланички клуб, познат као Независни клуб посланика.
Чабраја је 25. марта 2019. искључен из Клуба независних посланика и накнадно оптужен да је клуб дефакто постао продужетак коалиције Савез за Србију. Јовановић је ову оптужбу одбацио.
Заједно са неколико других опозиционих странака, Грађанска платформа је бојкотовала парламентарне изборе у Србији 2020. године. Део је коалиције Уједињена Србија и учествоваће на општим изборима 2022. године.

## Резултат на изборима

### Парламентарни избори
| Година | Вођа            | Гласови                      | % од важећих                 | # мандата | Промена мандата | Коалиција        | Влада       |
| ------ | --------------- | ---------------------------- | ---------------------------- | --------- | --------------- | ---------------- | ----------- |
| 2017.  | Јован Јовановић | одвојила се од Доста је било | одвојила се од Доста је било | 3 / 250   | 3               | —                | опозиција   |
| 2020.  | Јован Јовановић | бојкот избора                | бојкот избора                | 0 / 250   | 3               | СзС              | без мандата |
| 2022.  | Јован Јовановић |                              |                              | 0 / 250   |                 | Уједињена Србија |             |